# Ламент над Београдом (поема)
Ламент над Београдом је поема српског писца Милоша Црњанског.

## О делу
Црњански је због својих идеолошких ставова био у изгнанству у Лондону. Он поему пише 1956. на плажи у околини Лондона. Књига је штампана у само 75 примерака као библиофилско издање у Јоханезбургу, док је 25 примерака штампано и нумерисано на посебној хартији .
Он у делу изражава жељу да се врати у вољени град и ранији период свог живота. Београд за Црњанског представља симбол богатства и вечности. Песник Београду као симболу лепог и доброг супротставља мрак, трошно и све што је пролазно у свету.
„Ламент над Београдом” називан је „лабудовом песмом” Црњанског, односно његовим последњим великим делом пре смрти.
Критичко издање поеме припремио је Живорад Стојковић у оквиру првог тома Дела Милоша Црњанског.
Године 2011. излази реиздање „Ламента”, са цртежима Моме Капора.

## Одломак дела
„ЈАН МАЈЕН и мој Срем,

Парис, моји мртви другови, трешње у Кини,

привиђају ми се још, док овде ћутим, бдим, и мрем

и лежим, хладан, као на пепелу клада.

Само, то више и нисмо ми, живот, а ни звезде,

него нека чудовишта, полипи, делфини,

што се тумбају преко нас, и плове, и језде,

и урличу: „Прах, пепео, смрт је то.“

А вичу и руско „ничево“ –

и шпанско „нада“.